# Syriatel
Syriatel —en àrab سيريتل, Sīryātil— és un proveïdor de xarxa mòbil a Síria. És un dels dos únics proveïdors a Síria, l'altre és MTN Síria. Ofereix 4G amb velocitats de 150 MB/s, sota la marca Super Surf.
Va ser fundada el 2000, amb seu a Damasc. En 2017, Syriatel introduir velocitats 4G que ofereixen velocitats de 150 MB/s en Super Surf. Opera una xarxa de xarxes mòbils GSM 900/1800, 3G 2100 i 4G 1800.